# 義務
義務（英語：duty），指应尽的責任，應該要做的事。義務可能來自於宗教、倫理道德、社會關係、法律等規定。

## 字源
這個名詞譯自英語：。最早源自拉丁語：或，本來是指債務，變成古法語的過去分詞。變成中古英文，最終成為英文名詞，意指虧欠的債務，應該要做的事。類似的名詞還有、等。
漢語譯名最早來自丁韙良譯《萬國公法》，其中使用了權利與義務的譯語。這個譯作流傳至日本後，影響了西周及法學家箕作麟祥，箕作麟祥的著作又反過來影響了中國。
有两个意思：
- 一个人在法律或道义上所应负的责任，如兵役、赡养等，包括作为义务与不作为义务；
- 一个人在没有责任的情况下无偿地做一件事，如义务劳动、义工等。

## 法律义务
指国家通过法律规定，对法律主体的行为的一种约束手段，是法律规定人们应当作出或不得做出某种行为的界限。
法是以权利和义务为机制调整人的行为和社会关系的。义务的对应词是权利。
虽然权利与义务在法律中占据重要位置，“法学乃是权利与义务之学”，但对于权利及义务的概念仍是莫衷一是。